# Promoe
Nils Mårten Sebastian Edh, bedre kendt som Promoe (født 28. april 1976 i Badelunda, Sverige), er en svensk rapper. Udover sin solokarriere er Promoe også kendt som en tredjedel af den anerkendte svenske hiphop-gruppe Looptroop Rockers (eller bare Looptroop), der blev dannet tilbage i starten af 1990’erne.
Mellem hvert Looptroop Rockers-album har Promoe udsendt et soloalbum og har indtil videre fire albums i bagagen; ”Government Music” (2001), ”Long Distance Runner” (2004), ”White Man’s Burden” fra 2006 og altså det seneste udspil, ”Kråksangen”, der netop er kommet på gaden i Sverige. Albummet har en række gæstekunstnere bl.a. Timbuktu, Supreme, Organism 12, PSTQ, Andreas Grega, Afasi, Vinect og komikeren Magnus Betnér. Produktionen står Filthy, Astma, Michel Rocwell, DJ Large og Jimmy Ledrac for.
Promoe har som solist én gang tidligere været P3’s Uundgåelige. Det var tilbage i foråret 2004 med singlen ”These Walls Don’t Lie” fra albummet ”Long Distance Runner”.
Promoe udgav i 2009 sit første soloalbum på svensk. Albummet indeholder bl.a. nummeret "Svennebanan".
Da "Svennebanan" blev udsendt i Sverige i slutningen af april, opnåede den 120.000 afspilninger på YouTube den første uge og debuterede på en 5. plads på den svenske singlehitliste. Siden er det gået stødt opad, og nummeret hitter stort i Sverige, hvor det pt. ligger nr. 1 på svensk iTunes foran navne som Milow og Flo Rida.
”Svennebanan” er et svensk slangudtryk for en døgenigt, og den populære video til nummeret viser en gruppe unge ”svennebananer” boltre sig om bord på en færge (Sverigesbåden?) under polterabend-lignende tilstande.

## Diskografi

### Album
- Government Music (2001)
- Long Distance Runner (2004)
- White Man's Burden (2006)
- Kråksången (2009)
- Bondfångeri (mixtape) (2009)

### DVD
- Standard Bearer (2007)

### Singler
- "Svennebanan" (2009)